# Clássico AraPuca
O Clássico AraPuca é o duelo brasileiro entre os clubes de futebol Arapongas Esporte Clube e Roma Esporte Apucarana, ambos do estado do Paraná.
Depois do Clássico do Café, é o clássico mais tradicional e de maior rivalidade entre dois clubes de futebol do interior do estado do Paraná. Sendo o 5º maior clássico do futebol paranaense.
A rivalidade ultrapassa as quatro linhas, estando presente até mesmo na política das duas cidades, o que torna o clássico ainda mais acirrado.
As duas cidades foram fundadas em épocas próximas, Apucarana em 1944 e Arapongas em 1947, e ficam a cerca de 17 km de distância uma da outra. Tudo isto fez com que o 'Clássico AraPuca' ganhasse grande importância regional no norte do Paraná.

## História
A rivalidade entre o 'Clássico Arapuca' começou com o duelo disputado pelo time do Arapongas Esporte Clube (Fundado em 1974) e o Apucarana Atlético Clube (ACC) - (Fundado em 1975) e que encerrou sua participação no futebol em 1996. No período de 1976 até atualmente, os clubes se enfrentaram 30 vezes, com o time de Apucarana em vantagem nos números, somando onze vitórias, sete derrotas e doze empates.

### Arapongas Esporte Clube x Apucarana Atlético Clube
De 1976 até 1991, o clássico “AraPuca” era disputado entre Arapongas Esporte Clube e Apucarana Atlético Clube (AAC), time fundado em 1975 e que encerrou as suas atividades em 1996. Arapongas E.C. e AAC se enfrentaram 15 vezes, com sete vitórias do Apucarana, três do Arapongão e com cinco empates. O primeiro duelo entre as equipes aconteceu em 1976, num amistoso no "Bom Jesus da Lapa”. O jogo terminou empatado por 1 a 1. Zé Roberto fez o gol do Apucarana e Zé Miguel empatou para o Arapongas.
Já o último jogo entre os times ocorreu no Campeonato Paranaense da Primeira Divisão de 1991, no “Bom Jesus da Lapa”. O Apucarana, apelidado na época de Dragão do Norte, venceu por 1 a 0, com gol do centroavante Índio, aos 4 minutos do segundo tempo.
| Estatísticas                         |    |
| Número de jogos                      | 15 |
| Vitórias do Arapongas Esporte Clube  | 3  |
| Vitórias do Apucarana Atlético Clube | 7  |
| Empates                              | 5  |

### Associação Atlética Arapongas x Apucarana Atlético Clube
A Associação Atlética Arapongas foi fundada em 1995 e encerrou as suas atividades em 2002. Um ano antes a equipe araponguense foi vice-campeã da Terceira Divisão do Paranaense, perdendo na final para o Águia, de Mandaguari.
Em 1996, pela Primeira Divisão do Estadual, A. A. Arapongas e Apucarana Atlético Clube empataram por 1 a 1 no Estádio dos Pássaros. Foi o único jogo entre as equipes. Flavinho marcou para o Arapongas e Fabinho empatou para o Apucarana.
| Estatísticas                              |   |
| Número de jogos                           | 1 |
| Vitórias do Associação Atlética Arapongas | 0 |
| Vitórias do Apucarana Atlético Clube      | 0 |
| Empates                                   | 1 |

### Associação Atlética Arapongas x Roma Esporte Apucarana
A partir de 2001, aconteceram os duelos entre Associação Atlética Arapongas e Roma Apucarana, fundada em 2000. Foram quatro jogos, sendo dois amistosos e dois pelo Campeonato Paranaense da Divisão de Acesso de 2002. Em 2001, em amistoso em Apucarana, Roma e A.A. Arapongas empataram por um gol.
Em 2002, novamente em jogo amistoso, novo empate por 1 a 1. A partida ocorreu no Estádio dos Pássaros. Também em 2002, aconteceram os confrontos pela Divisão de Acesso. Em Arapongas, o Roma derrotou a Associação Atlética Arapongas por 5 a 4, com gols de César Baiano, Valter, Adriano Cruz, Reinaldo e Ednaldo. Devanir (2), Bila e Borges descontaram para a equipe araponguense. Já em Apucarana, o Roma goleou por 4 a 0, com dois gols de Ednardo e dois de Maurício.
| Estatísticas                              |   |
| Número de jogos                           | 4 |
| Vitórias do Associação Atlética Arapongas | 0 |
| Vitórias do Roma Esporte Apucarana        | 2 |
| Empates                                   | 2 |

### Arapongas Esporte Clube x Roma Esporte Apucarana
O Arapongas Esporte Clube retorna a disputar o clássico, agora contra o Roma Apucarana, e na Divisão de Acesso de 2009, aconteceram dois empates sem gols em Arapongas e uma vitória do Roma por 2 a 0, no Estádio Bom Jesus da Lapa, em jogo que marcou a inauguração dos refletores. Os gols foram marcados por Warlley e Daniel Marques, cobrando falta.
Em 2010, ano em que as duas equipes conseguiram o acesso para a Primeira Divisão, também ocorreram três partidas. Em Arapongas, na primeira fase da Divisão de Acesso, o time local bateu o Roma por 1 a 0, com gol do volante Geandro. No primeiro turno do hexagonal final, em Arapongas, a equipe da casa venceu por 2 a 1, com gols de Baiano e Diogo, enquanto Fábio descontou para o time de Apucarana. Já no returno, em Apucarana, o Roma venceu por 2 a 1, com gols de Paulo Sérgio e Danielzinho. Diogo fez o gol de honra para os araponguenses.
Já na Primeira Divisão em 2011, foram dois jogos. Em Apucarana, Roma e Arapongas empataram por 1 a 1. O volante Peu fez para o Arapongas e o meia Doriva empatou para a agremiação local. No returno, na “Cidade dos Pássaros”, o Arapongas bateu o Roma por 3 a 2, com gols de Val Ceará, Marcelo Guerreiro e Wellington. Warlley e Paulo Sérgio descontaram para o Tricolor da “Cidade Alta”. No primeiro turno do Estadual de 2012, em Arapongas, Arapongas e Roma empataram por 1 a 1. O lateral-esquerdo Jô fez o gol do Roma e o atacante Léo Itaperuna, de cabeça, empatou para o Arapongas. O último confronto aconteceu no dia 29 de fevereiro do mesmo ano, em que o Arapongas Esporte Clube venceu no placar mínimo a equipe de Apucarana, no estádio Bom Jesus da Lapa.
| Estatísticas                        |    |
| Número de jogos                     | 10 |
| Vitórias do Arapongas Esporte Clube | 4  |
| Vitórias do Roma Esporte Apucarana  | 2  |
| Empates                             | 4  |

### Arapongas Esporte Clube x Apucarana Sports
O novo adversário do Arapongas Esporte Clube passa a ser o Apucarana Sports, e na Terceira Divisão de 2018, os times empataram pelo placar de 0 a 0 no único duelo entre as duas equipes até o momento.
| Estatísticas                        |   |
| Número de jogos                     | 1 |
| Vitórias do Arapongas Esporte Clube | 0 |
| Vitórias do Roma Esporte Apucarana  | 0 |
| Empates                             | 1 |

## Estatísticas

### Confronto inicial
O primeiro encontro entre o Arapongas e Apucarana ocorreu em 1976, com empate por 1 a 1.
| 1976  | Apucarana AC | 1–1 | Arapongas | Estádio Bom Jesus da Lapa, Apucarana, PR |
| 16:00 | Zé Roberto   |     | Zé Miguel |                                          |

### Último confronto
O mais recente encontro entre Arapongas e Apucarana ocorreu no dia 25 de agosto de 2018, com empate por 0 a 0 entre as duas equipes.
| 25/08/2018 | Apucarana Sports | 0–0 | Arapongas | Estádio Municipal Olímpio Barreto, Apucarana, PR |
| 20:00      |                  |     |           |                                                  |

| Estatísticas Gerais   |    |
| Número de jogos       | 31 |
| Vitórias do Arapongas | 7  |
| Vitórias do Apucarana | 11 |
| Empates               | 13 |